# Holzheim, Dillingen
Holzheim là một xã nằm ở huyện Dillingen, thuộc bang Bayern của Đức.